# Khady Fall
Cet article concerne une taekwondoïste sénégalaise. Pour la femme politique et écrivaine sénégalaise, voir Khadi Fall.
Pour les articles homonymes, voir Fall.
Khady Fall, née le 7 janvier 1991, est une taekwondoïste sénégalaise.

## Carrière
Khady Fall est médaillée d'argent dans la catégorie des moins de 46 kg aux Championnats d'Afrique de taekwondo 2010 à Tripoli.
Aux Jeux africains de 2011 à Maputo, elle obtient la médaille de bronze en moins de 46 kg.
Elle est à nouveau médaillée d'argent dans la catégorie des moins de 46 kg aux Championnats d'Afrique de taekwondo 2012 à Antananarivo.